# Corneille Heymans
Corneille Jean François Heymans (Gante, 28 de marzo de 1892-Knokke, 18 de julio de 1968) fue un fisiólogo belga, galardonado en 1938 con el Premio Nobel de Fisiología o Medicina por mostrar cómo la presión sanguínea y el contenido de oxígeno de la sangre son medidos por el cuerpo y transmitidos al cerebro.

## Biografía
Hijo de J.Z. Heymans, catedrático de farmacología y rector de universidad, estudió medicina en la Universidad de Gante y más tarde en París, Lausana y Londres. A partir de 1925 impartió clases de farmacología en la Universidad de Gante, obteniendo la cátedra posteriormente. Trabajó bajo la dirección de su padre en el Instituto de Farmacodinámica y Terapéutica de Gante, centro fundado por su progenitor, y que pasó a dirigir tras la muerte del mismo.
Investigó inicialmente los receptores del sistema vascular, que permiten al sistema nervioso vegetativo regular la presión arterial. Hacia 1929 descubrió la sensibilidad del seno carotídeo y del cayado aórtico a ciertas variaciones químicas de la sangre, sensibilidad que permite regular la respiración de modo que llegue la cantidad adecuada de oxígeno al corazón y al encéfalo. Sus estudios sobre la circulación se centraron en las variaciones del diámetro de los vasos.

## Eponimia
- El cráter lunar Heymans lleva este nombre en su memoria.